# Suède aux Jeux olympiques d'hiver de 1988
La Suède participe aux Jeux olympiques d'hiver de 1988, qui ont lieu à Calgary au Canada. Ce pays, représenté par 67 athlètes, prend part aux Jeux d'hiver pour la quinzième fois de son histoire après sa participation à toutes les éditions précédentes. Il remporte six médailles, quatre d'or et deux de bronze, ce qui le place au 5e rang du tableau des médailles.

## Médaillés
| Médaille | Athlète | Sport | Épreuve                 |
| --- | --- | --- | ----------------------- |
| Médaille d'or, Jeux olympiques                                                                                       | Gunde Svan | Ski de fond                                                                                                   | 50 km hommes            |
| Médaille d'or, Jeux olympiques                                                                                       | Torgny Mogren Jan Ottosson Gunde Svan Thomas Wassberg | Ski de fond                                                                                                   | Relais hommes 4 × 10 km |
| Médaille d'or, Jeux olympiques                                                                                       | Tomas Gustafson | Patinage de vitesse                                                                                           | 5000 m hommes           |
| Médaille d'or, Jeux olympiques                                                                                       | Tomas Gustafson | Patinage de vitesse                                                                                           | 10 000 mètres hommes    |
| Médaille de bronze, Jeux olympiques                                                                                  | Lars-Börje Eriksson | Ski alpin | Super-G hommes          |
| Médaille de bronze, Jeux olympiques                                                                                  | Équipe de Suède de hockey sur glace \| Mikael Andersson Peter Andersson Peter Åslin Jonas Bergqvist Bo Berglund Anders Bergman Thom Eklund Anders Eldebrink \| Peter Eriksson Thomas Eriksson Michael Hjälm Lars Ivarsson Mikael Johansson Lars Karlsson Mats Kihlström Peter Lindmark \| Lars Molin Jens Öhling Lars-Gunnar Pettersson Thomas Rundqvist Tommy Samuelsson Ulf Sandström Håkan Södergren \| \| | Hockey sur glace                                                                                              | Hommes                  |
| Mikael Andersson Peter Andersson Peter Åslin Jonas Bergqvist Bo Berglund Anders Bergman Thom Eklund Anders Eldebrink | Peter Eriksson Thomas Eriksson Michael Hjälm Lars Ivarsson Mikael Johansson Lars Karlsson Mats Kihlström Peter Lindmark | Lars Molin Jens Öhling Lars-Gunnar Pettersson Thomas Rundqvist Tommy Samuelsson Ulf Sandström Håkan Södergren |                         |

## Résultats

### Biathlon

#### Hommes
| Épreuve      | Athlète        | Manquées 1 | Temps         | Rang |
| ------------ | -------------- | ---------- | ------------- | ---- |
| 10 km Sprint | Leif Andersson | 4          | 28 min 48 s 9 | 57   |
| 10 km Sprint | Roger Westling | 4          | 28 min 24 s 8 | 54   |
| 10 km Sprint | Peter Sjödén   | 2          | 28 min 13 s 3 | 47   |
| 10 km Sprint | Mikael Löfgren | 1          | 27 min 01 s 0 | 22   |

| Épreuve | Athlète        | Temps           | Manquées        | Temps ajusté 2    | Rang            |
| ------- | -------------- | --------------- | --------------- | ----------------- | --------------- |
| 20 km   | Roger Westling | N'a pas terminé | N'a pas terminé | N'a pas terminé   | N'a pas terminé |
| 20 km   | Mikael Löfgren | 58 min 12 s 0   | 7               | 1 h 05 min 12 s 0 | 51              |
| 20 km   | Leif Andersson | 58 min 27 s 3   | 5               | 1 h 03 min 27 s 3 | 37              |
| 20 km   | Peter Sjödén   | 59 min 07 s 9   | 3               | 1 h 02 min 07 s 8 | 31              |

#### Relais hommes 4 × 7,5 km
| Athlètes                                                  | Manche     | Manche            | Manche |
| Athlètes                                                  | Manquées 1 | Temps             | Rang   |
| --------------------------------------------------------- | ---------- | ----------------- | ------ |
| Peter Sjödén Mikael Löfgren Roger Westling Leif Andersson | 3          | 1 h 29 min 11 s 9 | 7      |

1Une boucle de pénalité 150 mètres par cible manquée doit être parcourue.

2Une minute ajoutée par cible manquée.

### Bobsleigh
| Bob   | Athlètes                          | Épreuve           | Manche 1 | Manche 1 | Manche 2 | Manche 2 | Manche 3      | Manche 3 | Manche 4 | Manche 4 | Total         | Total |
| Bob   | Athlètes                          | Épreuve           | Temps    | Rang     | Temps    | Rang     | Temps         | Rang     | Temps    | Rang     | Temps         | Rang  |
| ----- | --------------------------------- | ----------------- | -------- | -------- | -------- | -------- | ------------- | -------- | -------- | -------- | ------------- | ----- |
| SWE-1 | Per-Anders Persson Rolf Åkerström | Bob à deux hommes | 58 s 40  | 16       | 59 s 99  | 14       | 1 min 00 s 99 | 17       | 59 s 71  | 13       | 3 min 59 s 09 | 14    |

### Hockey sur glace

#### Groupe A
Les trois meilleures équipes (en bleu) de chaque groupe vont au tour final.
|          | Joués | Gagnés | Perdus | Nuls | Buts pour | Buts contre | Points |
| -------- | ----- | ------ | ------ | ---- | --------- | ----------- | ------ |
| Finlande | 5     | 3      | 1      | 1    | 22        | 8           | 7      |
| Suède    | 5     | 2      | 0      | 3    | 23        | 10          | 7      |
| Canada   | 5     | 3      | 1      | 1    | 17        | 12          | 7      |
| Suède    | 5     | 3      | 2      | 0    | 19        | 10          | 6      |
| Pologne  | 5     | 1      | 3      | 1    | 9         | 13          | 3      |
| France   | 5     | 0      | 5      | 0    | 10        | 47          | 0      |

#### Résultats
- Suède 13-2 France
- Suède 1-1 Pologne
- Suède 4-2 Suisse
- Finlande 3-3 Suède
- Canada 2-2 Suède

#### Tour final
|                      | Joués | Gagnés | Perdus | Nuls | Buts pour | Buts contre | Points |
| -------------------- | ----- | ------ | ------ | ---- | --------- | ----------- | ------ |
| Union soviétique     | 5     | 4      | 1      | 0    | 25        | 7           | 8      |
| Finlande             | 5     | 3      | 1      | 1    | 18        | 10          | 7      |
| Suède                | 5     | 2      | 1      | 2    | 15        | 16          | 6      |
| Canada               | 5     | 2      | 2      | 1    | 17        | 14          | 5      |
| Allemagne de l'Ouest | 5     | 1      | 4      | 0    | 8         | 26          | 2      |
| Tchécoslovaquie      | 5     | 1      | 4      | 0    | 12        | 22          | 2      |

- Suède 6-2 Tchécoslovaquie
- Union soviétique 7-1 Suède
- Suède 3-2 Allemagne de l'Ouest

#### Composition de l'équipe
| Mikael Andersson Peter Andersson Peter Åslin Jonas Bergqvist Bo Berglund Anders Bergman Thom Eklund Anders Eldebrink | Peter Eriksson Thomas Eriksson Michael Hjälm Lars Ivarsson Mikael Johansson Lars Karlsson Mats Kihlström Peter Lindmark | Lars Molin Jens Öhling Lars-Gunnar Pettersson Thomas Rundqvist Tommy Samuelsson Ulf Sandström Håkan Södergren |  |

Entraîneur : Tommy Sandlin

### Luge

#### Hommes
| Athlète         | Manche 1 | Manche 1 | Manche 2 | Manche 2 | Manche 3 | Manche 3 | Manche 4 | Manche 4 | Total          | Total |
| Athlète         | Temps    | Rang     | Temps    | Rang     | Temps    | Rang     | Temps    | Rang     | Temps          | Rang  |
| --------------- | -------- | -------- | -------- | -------- | -------- | -------- | -------- | -------- | -------------- | ----- |
| Anders Näsström | 47 s 517 | 23       | 47 s 931 | 28       | 48 s 083 | 26       | 48 s 191 | 27       | 3 min 11 s 722 | 25    |
| Mikael Holm     | 47 s 409 | 21       | 47 s 165 | 17       | 47 s 423 | 19       | 47 s 661 | 20       | 3 min 09 s 658 | 20    |

### Patinage artistique

#### Hommes
| Athlète         | CF | SP | FS | TFP  | Rang |
| --------------- | -- | -- | -- | ---- | ---- |
| Peter Johansson | 23 | 22 | 24 | 46.6 | 24   |

#### Femmes
| Athlète          | CF | SP | FS | TFP  | Rang |
| ---------------- | -- | -- | -- | ---- | ---- |
| Lotta Falkenback | 25 | 13 | 21 | 41.2 | 21   |

### Patinage de vitesse

#### Hommes
| Épreuve  | Athlète         | Manche            | Manche                         |
| Épreuve  | Athlète         | Temps             | Rang                           |
| -------- | --------------- | ----------------- | ------------------------------ |
| 500 m    | Claes Bengtsson | 38 s 66           | 32                             |
| 500 m    | Hans Magnusson  | 38 s 60           | 30                             |
| 500 m    | Göran Johansson | 37 s 69           | 18                             |
| 1000 m   | Göran Johansson | 1 min 16 s 33     | 30                             |
| 1000 m   | Hans Magnusson  | 1 min 15 s 79     | 27                             |
| 1000 m   | Claes Bengtsson | 1 min 15 s 07     | 21                             |
| 1500 m   | Joakim Karlberg | N'a pas terminé   | N'a pas terminé                |
| 1500 m   | Hans Magnusson  | 1 min 56 s 44     | 24                             |
| 1500 m   | Claes Bengtsson | 1 min 55 s 16     | 13                             |
| 5000 m   | Joakim Karlberg | 7 min 02 s 30     | 30                             |
| 5000 m   | Per Bengtsson   | 6 min 57 s 05     | 19                             |
| 5000 m   | Tomas Gustafson | 6 min 44 s 63 RO  | Médaille d'or, Jeux olympiques |
| 10 000 m | Joakim Karlberg | 14 min 22 s 94    | 12                             |
| 10 000 m | Tomas Gustafson | 13 min 48 s 20 RM | Médaille d'or, Jeux olympiques |

#### Femmes
| Épreuve | Athlète      | Manche        | Manche |
| Épreuve | Athlète      | Temps         | Rang   |
| ------- | ------------ | ------------- | ------ |
| 500 m   | Jasmin Krohn | 42 s 81       | 28     |
| 3000 m  | Jasmin Krohn | 4 min 25 s 06 | 10     |
| 5000 m  | Jasmin Krohn | 7 min 36 s 56 | 8      |

### Saut à ski
| Athlète           | Épreuve         | Saut 1   | Saut 1 | Saut 2   | Saut 2 | Total  | Total |
| Athlète           | Épreuve         | Distance | Points | Distance | Points | Points | Rang  |
| ----------------- | --------------- | -------- | ------ | -------- | ------ | ------ | ----- |
| Jan Boklöv        | Tremplin normal | 78.0     | 85.4   | 80.5     | 92.4   | 177.8  | 28    |
| Per-Inge Tällberg | Tremplin normal | 79.5     | 89.3   | 78.0     | 84.9   | 174.2  | 36    |
| Anders Daun       | Tremplin normal | 79.5     | 90.8   | 78.0     | 88.4   | 179.2  | 27    |
| Staffan Tällberg  | Tremplin normal | 83.0     | 99.9   | 81.0     | 98.2   | 198.1  | 8     |
| Anders Daun       | Grand tremplin  | 104.5    | 95.2   | 100.0    | 87.9   | 183.1  | 21    |
| Per-Inge Tällberg | Grand tremplin  | 106.0    | 97.8   | 99.0     | 84.0   | 181.8  | 22    |
| Jan Boklöv        | Grand tremplin  | 109.0    | 99.5   | 100.0    | 85.9   | 185.4  | 18    |
| Staffan Tällberg  | Grand tremplin  | 110.0    | 104.9  | 102.0    | 91.7   | 196.6  | 8     |

#### Grand tremplin par équipe
| Athlètes                                                  | Result   | Result |
| Athlètes                                                  | Points 1 | Rang   |
| --------------------------------------------------------- | -------- | ------ |
| Per-Inge Tällberg Anders Daun Jan Boklöv Staffan Tällberg | 539.7    | 7      |

1Les quatre membres de l'équipe font deux sauts chacun. Les trois meilleurs sont comptés.

### Ski alpin

#### Hommes
| Athlète               | Épreuve      | Manche 1      | Manche 2        | Total           | Total                               |
| Athlète               | Épreuve      | Temps         | Temps           | Temps           | Rang                                |
| --------------------- | ------------ | ------------- | --------------- | --------------- | ----------------------------------- |
| Niklas Lindqvist      | Descente     |               |                 | 2 min 09 s 41   | 40                                  |
| Niklas Henning        | Descente     |               |                 | 2 min 05 s 52   | 30                                  |
| Lars-Börje Eriksson   | Descente     |               |                 | 2 min 05 s 02   | 27                                  |
| Niklas Henning        | Super-G      |               |                 | N'a pas terminé | N'a pas terminé                     |
| Niklas Lindqvist      | Super-G      |               |                 | 1 min 44 s 88   | 20                                  |
| Lars-Börje Eriksson   | Super-G      |               |                 | 1 min 41 s 08   | Médaille de bronze, Jeux olympiques |
| Ingemar Stenmark      | Slalom géant | 1 min 08 s 49 | N'a pas terminé | N'a pas terminé | N'a pas terminé                     |
| Jörgen Sundqvist      | Slalom géant | 1 min 07 s 68 | 1 min 04 s 43   | 2 min 12 s 11   | 22                                  |
| Jonas Nilsson         | Slalom géant | 1 min 07 s 58 | 1 min 04 s 40   | 2 min 11 s 98   | 21                                  |
| Johan Wallner         | Slalom géant | 1 min 06 s 84 | 1 min 04 s 46   | 2 min 11 s 30   | 16                                  |
| Johan Wallner         | Slalom       | 54.05         | N'a pas terminé | N'a pas terminé | N'a pas terminé                     |
| Lars-Göran Halvarsson | Slalom       | 53.33         | Disqualifié     | Disqualifié     | Disqualifié                         |
| Ingemar Stenmark      | Slalom       | 52.71         | 47.51           | 1 min 40 s 22   | 5                                   |
| Jonas Nilsson         | Slalom       | 51.44         | 48.79           | 1 min 40 s 23   | 6                                   |

#### Combiné hommes
| Athlète             | Descente      | Slalom          | Slalom          | Total           | Total           |
| Athlète             | Temps         | Temps 1         | Temps 2         | Points          | Rang            |
| ------------------- | ------------- | --------------- | --------------- | --------------- | --------------- |
| Niklas Lindqvist    | 1 min 56 s 63 | 46.02           | N'a pas terminé | N'a pas terminé | N'a pas terminé |
| Niklas Henning      | 1 min 51 s 16 | 46.11           | 45.06           | 96.25           | 10              |
| Lars-Börje Eriksson | 1 min 49 s 52 | N'a pas terminé | N'a pas terminé | N'a pas terminé | N'a pas terminé |

#### Femmes
| Athlète                   | Épreuve      | Manche 1        | Manche 2        | Total           | Total           |
| Athlète                   | Épreuve      | Temps           | Temps           | Temps           | Rang            |
| ------------------------- | ------------ | --------------- | --------------- | --------------- | --------------- |
| Monika Äijä               | Slalom géant | N'a pas terminé | N'a pas terminé | N'a pas terminé | N'a pas terminé |
| Kristina Andersson        | Slalom géant | 1 min 04 s 01   | 1 min 11 s 08   | 2 min 15 s 09   | 22              |
| Catharina Glassér-Bjerner | Slalom géant | 1 min 03 s 17   | N'a pas terminé | N'a pas terminé | N'a pas terminé |
| Camilla Nilsson           | Slalom géant | 1 min 00 s 96   | N'a pas terminé | N'a pas terminé | N'a pas terminé |
| Kristina Andersson        | Slalom       | N'a pas terminé | N'a pas terminé | N'a pas terminé | N'a pas terminé |
| Monika Äijä               | Slalom       | N'a pas terminé | N'a pas terminé | N'a pas terminé | N'a pas terminé |
| Catharina Glassér-Bjerner | Slalom       | 50.88           | N'a pas terminé | N'a pas terminé | N'a pas terminé |
| Camilla Nilsson           | Slalom       | 48.82           | N'a pas terminé | N'a pas terminé | N'a pas terminé |

### Ski de fond

#### Hommes
| Épreuve | Athlète          | Manche            | Manche                         |
| Épreuve | Athlète          | Temps             | Rang                           |
| ------- | ---------------- | ----------------- | ------------------------------ |
| 15 km   | Torgny Mogren    | 44 min 12 s 1     | 24                             |
| 15 km   | Jan Ottosson     | 43 min 18 s 1     | 16                             |
| 15 km   | Gunde Svan       | 43 min 07 s 3     | 13                             |
| 15 km   | Christer Majbäck | 42 min 58 s 6     | 11                             |
| 30 km   | Thomas Wassberg  | 1 h 34 min 07 s 6 | 42                             |
| 30 km   | Jan Ottosson     | 1 h 28 min 51 s 7 | 16                             |
| 30 km   | Torgny Mogren    | 1 h 27 min 55 s 7 | 11                             |
| 30 km   | Gunde Svan       | 1 h 27 min 30 s 8 | 10                             |
| 50 km   | Thomas Wassberg  | N'a pas terminé   | N'a pas terminé                |
| 50 km   | Torgny Mogren    | 2 h 12 min 20 s 2 | 28                             |
| 50 km   | Jan Ottosson     | 2 h 07 min 34 s 8 | 6                              |
| 50 km   | Gunde Svan       | 2 h 04 min 30 s 9 | Médaille d'or, Jeux olympiques |

#### Relais hommes 4 × 10 km
| Athlètes                                              | Manche            | Manche                         |
| Athlètes                                              | Temps             | Rang                           |
| ----------------------------------------------------- | ----------------- | ------------------------------ |
| Jan Ottosson Thomas Wassberg Gunde Svan Torgny Mogren | 1 h 43 min 58 s 6 | Médaille d'or, Jeux olympiques |

#### Femmes
| Épreuve | Athlète                     | Manche            | Manche |
| Épreuve | Athlète                     | Temps             | Rang   |
| ------- | --------------------------- | ----------------- | ------ |
| 5 km    | Karin Svingstedt            | 16 min 15 s 0     | 23     |
| 5 km    | Marie Johansson             | 16 min 12 s 1     | 21     |
| 5 km    | Anna-Lena Fritzon           | 15 min 55 s 6     | 17     |
| 5 km    | Marie-Helene Westin-Östlund | 15 min 28 s 9     | 7      |
| 10 km   | Annika Dahlman              | 32 min 31 s 4     | 28     |
| 10 km   | Karin Svingstedt            | 31 min 57 s 0     | 22     |
| 10 km   | Anna-Lena Fritzon           | 31 min 19 s 3     | 13     |
| 10 km   | Marie-Helene Westin-Östlund | 30 min 53 s 5     | 8      |
| 20 km   | Karin Lamberg-Skog          | 1 h 00 min 34 s 6 | 22     |
| 20 km   | Lis Frost                   | 59 min 59 s 6     | 21     |
| 20 km   | Marie-Helene Westin-Östlund | 58 min 39 s 4     | 10     |
| 20 km   | Anna-Lena Fritzon           | 58 min 37 s 4     | 9      |

#### Relais femmes 4 × 5 km
| Athlètes                                                                   | Manche            | Manche |
| Athlètes                                                                   | Temps             | Rang   |
| -------------------------------------------------------------------------- | ----------------- | ------ |
| Lis Frost Anna-Lena Fritzon Karin Lamberg-Skog Marie-Helene Westin-Östlund | 1 h 02 min 24 s 9 | 6      |